# The Red Pill
The Red Pill (La píldora roja) es un documental estadounidense de 2016 dirigido por Cassie Jaye. La película explora el movimiento por los derechos de los hombres al igual que entrevista a varios líderes y seguidores del movimiento.
El estreno tuvo lugar el 7 de octubre de 2016 en los cines Village de Nueva York y en el mercado internacional, sin embargo, el documental estuvo acompañado de controversias, razón por la cual en algunos cines se tuvo que cancelar la proyección.
En marzo de 2017 salió la edición en DVD y en Blu-ray.

## Contenido
Jaye, una feminista escéptica, a modo de vídeoblog inicia un viaje para investigar lo que ella cree que es un grupo de odio, sin embargo descubre que el movimiento no era como se lo esperaba y empieza a cuestionar sus propios puntos de vista sobre el género, el poder y el privilegio.
El documental cubre varios temas relacionados con los hombres: altos niveles de suicidios, accidentes laborales, falsas acusaciones de violación, reclutamiento militar, falta de recursos para las víctimas masculinas de violencia doméstica y violación, divorcios y custodias infantiles, disparidades judiciales, escasez de fondos para los hombres, tolerancia social y misandria.
También incluye entrevistas con activistas y miembros del movimiento como Paul Elam (fundador de A Voice for Men), Harry Crouch (presidente de la National Coalition for Men), Warren Farrell (autor de The Myth of Male Power) y Erin Pizzey (fundadora del primer refugio para hombres víctimas de la violencia de género). Por la otra parte, se realizan varias entrevistas a feministas críticas con el movimiento de los hombres como son: Katherine Spillar y el sociólogo Michael Kimmel entre otros.

## Financiación
En un principio, Jaye estuvo buscando financiación para el proyecto, el cual tuvo que costearse con su propio dinero al igual que el de su madre, su novio y un coproductor. Tras publicarse que el documental no condenaría al movimiento por los derechos de los hombres, fue incapaz de conseguir fondos mediante los cauces tradicionales. En cambio, empezó una campaña de micromecenazgo en la plataforma Kickstarter, definido por ella como «último recurso». Algunas feministas criticaron su obra, no obstante también recibió apoyos como del columnista de Breitbart News, Milo Yiannopoulos. Finalmente el proyecto salió adelante tras superar el objetivo inicial de 97 000 dólares tras la campaña de micromecenazgo y dos préstamos con los que el presupuesto llegó a 211 260 dólares.
Alan Scherstuhl de The Village Voice, en su crítica sugirió que la mayor parte de esos fondos «procedieron del colectivo por los derechos de los hombres» creando un conflicto de interés, acusación que rechazó Jaye, quien declaró que es «una mentira habitual que sigue circulando». Mike Cernovich donó 10 000 dólares al proyecto de Kickstarter y declaró que no lo hizo para ayudar a los activistas masculinos, sino para ayudar a todos los hombres, mujeres y niños en general.
De acuerdo con Jaye: «nuestros cinco patrocinadores no son ni la asociación de hombres ni los feministas. Podría nombrar a tres o cinco de ellos que no sabían nada de derechos para el hombre, pero sólo querían defender su derecho a expresarse».

## Estreno
La premier mundial tuvo lugar el 7 de octubre de 2016 y se presentó en los cines Village de Nueva York. Una semana después se proyectaría en Los Ángeles.

### Controversias
El documental generó controversias por su contenido. La premier en Australia en el Palace Kino de Melbourne para el 6 de noviembre tuvo que cancelarse tras prosperar una petición desde Change.org en el que se definió The Red Pill como «propaganda misógina». La propuesta contó con 2370 firmas. Posteriormente se hizo otra campaña que contó con el respaldo de más de 8000 firmas y en el que se pedía la proyección del documental por «el bien de la libertad de expresión en Australia». David Williams, organizador de la segunda propuesta, se mostró crítico con la primera y declaró: «ninguno de los que firmó vio el documental».
Misma suerte hubo en Mayfair Theatre en Ottawa donde se suspendió la proyección privada de la película. Lee Demarbre, copropietario y programador de la sala de cines afirmó que: «nuestros patrocinadores de toda la vida amenazaron con dejar de hacer negocios en nuestro local si la proyección seguía adelante». La proyección fue organizada por la Asociación Canadiense de Igualdad (CAFE por sus siglas en inglés). Justin Trottier, cofundador de CAFE declaró que la proyección era «un intento de acercar posturas en vez de polarizar el debate». Julie Lalonde, propietaria de Hollaback!, una de las participantes en las protestas afirmó que: «se estaba abusando de la libertad de expresión» y añadió: «no todos tienen derecho a que sus películas sean proyectadas».
Simpatizantes del Partido Wildrose de Alberta programaron la proyección del documental en el Campus Wildrose de la Universidad de Calgary, pero fue cancelado después de que un correo electrónico sobre la proyección fue enviado por el club con la línea de asunto «Feminismo es cáncer» y comenzara diciendo: «Usted y yo sabemos que el feminismo es cáncer. Para crear un diálogo en el campus, hemos decidido tomar medidas». Posteriormente la organización se disculpó vía Twitter. En respuesta a la polémica, Jaye declaró que jamás equipararía el feminismo con el cáncer, pero que «sería curioso por qué piensan eso».
Tras un acuerdo inicial para financiar una futura proyección en la Universidad de Sídney, la unión de estudiantes se negó a financiar un evento que según sus palabras: «promueve la violencia contra las mujeres». En una publicación en su página web declararon: «creemos que existe la posibilidad de que la proyección planeada sea discriminatoria y que aumente el acoso íntimo y físico contra las mujeres del campus». No obstante, la producción se proyectó a la semana siguiente con fondos de los organizadores del evento.

## Recepción

### Críticas
The Red Pill obtuvo una cobertura mínima por parte de los medios críticos más importantes. Tanto Rotten Tomatoes como Metacritic no pueden proporcionar promedios ponderados para la película porque no hay suficientes críticas elegibles. Por lo general, las reseñas fueron dispares.
Cathy Young de Heat Street escribió una crítica positiva poniendo hincapié en los temas importantes que a menudo no se mencionan y consideró las críticas al feminismo de «bien merecidas». Por otro lado se mostró más crítica con la atención prestada al «lado oscuro del movimiento por los hombres», los cuales, según su punto de vista, «salieron más beneficiados».
Corrine Barraclough del The Daily Telegraph de Australia declaró que: «el mensaje de The Red Pill es la compasión» y se preguntó: «por qué las feministas intentaron silenciar esta conversación tan crucial».
Alan Scherstuhl de The Village Voice fue fuertemente crítico y describió a Jaye como una «propagandista», su fotografía «aficionada» y afirmó que: «la película falla al demostrar una causa sistemática de los asuntos masculinos». Añadió: «el autor de los problemas de los hombres siempre ha sido "ese espantajo" que ellos consideran al feminismo».
Katie Walsh, de Los Angeles Times, también le dio una crítica negativa, diciendo que la película exacerba la división de género con su «presentación acrítica y desequilibrada», y que la película «se inclina a favor de la MRA».
John DeFore de The Hollywood Reporter hizo una crítica más dispar, en la que valoró el trabajo periodístico equitativo, aunque se mostró más crítico con las argumentaciones.

### Premios
El documental recibió tres premios en el Festival Internacional de Cine de Idyllwild en las categorías de «Mejor Producción del Festival», «Mejor Dirección Documental» y «Mejor Producción Documental».